# Castroverde de Campos
Castroverde de Campos es un municipio y localidad española de la provincia de Zamora, en la comunidad autónoma de Castilla y León.
Parte de su término municipal se integra dentro de la ZEPA Penillanuras-Campos Sur y de la ZEPA Penillanuras-Campos Norte.

## Historia
Castrum Viride aparece citada por primera vez en la delimitación de la diócesis de León que hizo Ordoño II de León en el año 916. Es por ello que se supone que esta localidad fue de los lugares ocupados durante la colonización leonesa de las riberas de los afluentes del Duero.
Lo cierto es que en 1129 contaba con fuero propio, en el que se señalaba que la infanta Elvira, hija de Alfonso VI de León, era la tenente de Castroverde, privilegio que mantuvo hasta la década de 1150. Entre 1161 y 1167 figura al frente de la villa el conde Ponce de Cabrera y en 1175 Iohannes Gallecus.

In nomine Domini sancte et indiuidue Trinitatis, Patris et Filii et Spiritus Sancti, que ab uniuersis Christi fidelibus in una Deitate colitur et cum devotione et cordis contritione adoratur. Cum in rerum principia humanarum homines decipi possint super eo quod perfecte se facere credebant, pre nimia su¡ animositate et varia dum viverent solicitudine mundiati, eorum facta post longos temporis cursus non prout liquerit disposita semper inveniebant ordinata, quibus alíe discretiores et ab antiquis sapientiores omnímoda gratiarum dote et uirtutum scientia premuniti, his consulentes in suis propriis rebus consulendis necessarium valde et utilem conditionem induxerunt quatenus prime institutionis conventionem semper duraturum scriptum suscipiant immutabilem conservent aut veterata postmodum in nova representent. Catolicos ergo reges semper docuit ac nobilísimos qui terram hanc regimini super alios adquirere debuerunt, et contra suos inimicos et nominis et famae sui ipsius honoris et progeniei pretium vindicarent in parte sui regni secundum quod magis foret necesarium de suorum nobilium providentia rem talem omni tempore mansuram instituere sibi et su generationi; provindentes, unde, ad expeditionem contra hostium incursus maxime sebentium et utilitatem sibi ad pacem uel grerram conseguí possent, ut optime eorum exemplo rex voluiset gubernare, quare ego rex Alfonsus Dei gratia Legionensis, una cum uxore mea regina domina Berengalia, considerans utilitatem et servitium quod nobis de populatione loci nostri de Castro viride potest semper exire, facimus cartam vobis concilio de Castro viride maioribus, minoribus, filiis et filiabus vestris, nepotibus, et toti generationi vestre in perpetuum valituram de bonis foris.

...

(Fuero de Castroverde de Campos - León, 7 de enero de 1129)

La vecindad de la localidad a territorios pertenecientes a la Orden de San Juan provocó conflictos entre Castroverde y los sanjuanistas, como ocurrió en 1201 al asignar Alfonso IX de León a Castroverde la localidad de San Vicente de la Lomba, o nuevamente en 1262 por la heredad de Pedrosillo, saldándose este último con el saqueo de San Vicente de la Lomba (entonces perteneciente a la Orden de San Juan) por parte de las milicias concejiles de Castroverde.
Con la creación de las actuales provincias en 1833, Castroverde de Campos pasó a formar parte de la provincia de Zamora, dentro de la Región Leonesa, la cual, como todas las regiones españolas de la época, carecía de competencias administrativas.
Tras la constitución de 1978, Castroverde pasó a formar parte en 1983 de la comunidad autónoma de Castilla y León, en tanto municipio perteneciente a la provincia de Zamora.

## Geografía humana

### Demografía
Cuenta con una población de 256 habitantes (INE 2024).

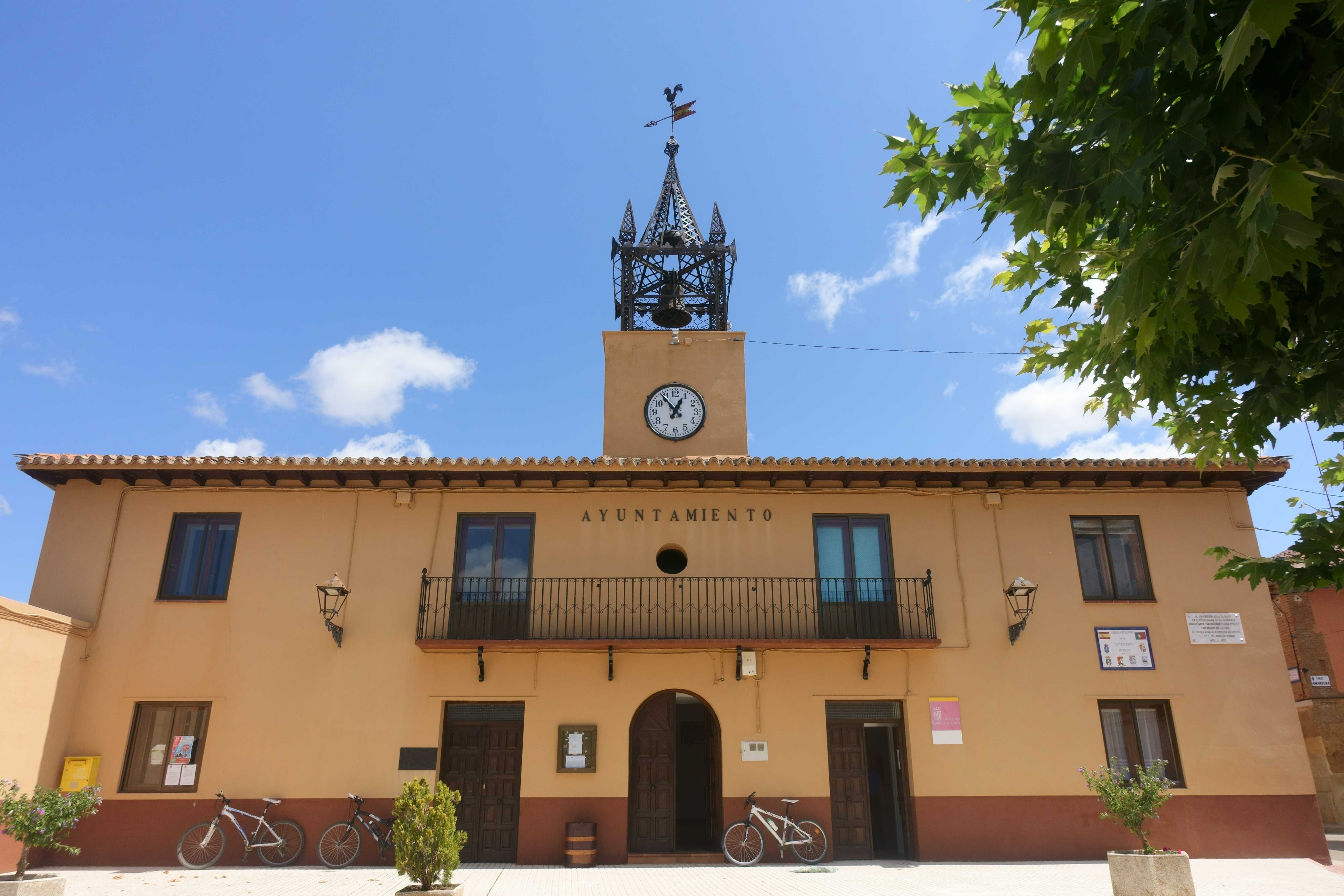
Casa consistorial

| Gráfica de evolución demográfica de Castroverde de Campos entre 1842 y 2021                                           |
| |
| Población de derecho según los censos de población del INE. Población de hecho según los censos de población del INE. |

## Patrimonio
- Ermita de la Cruz (siglo XVIII). Abierta al culto.

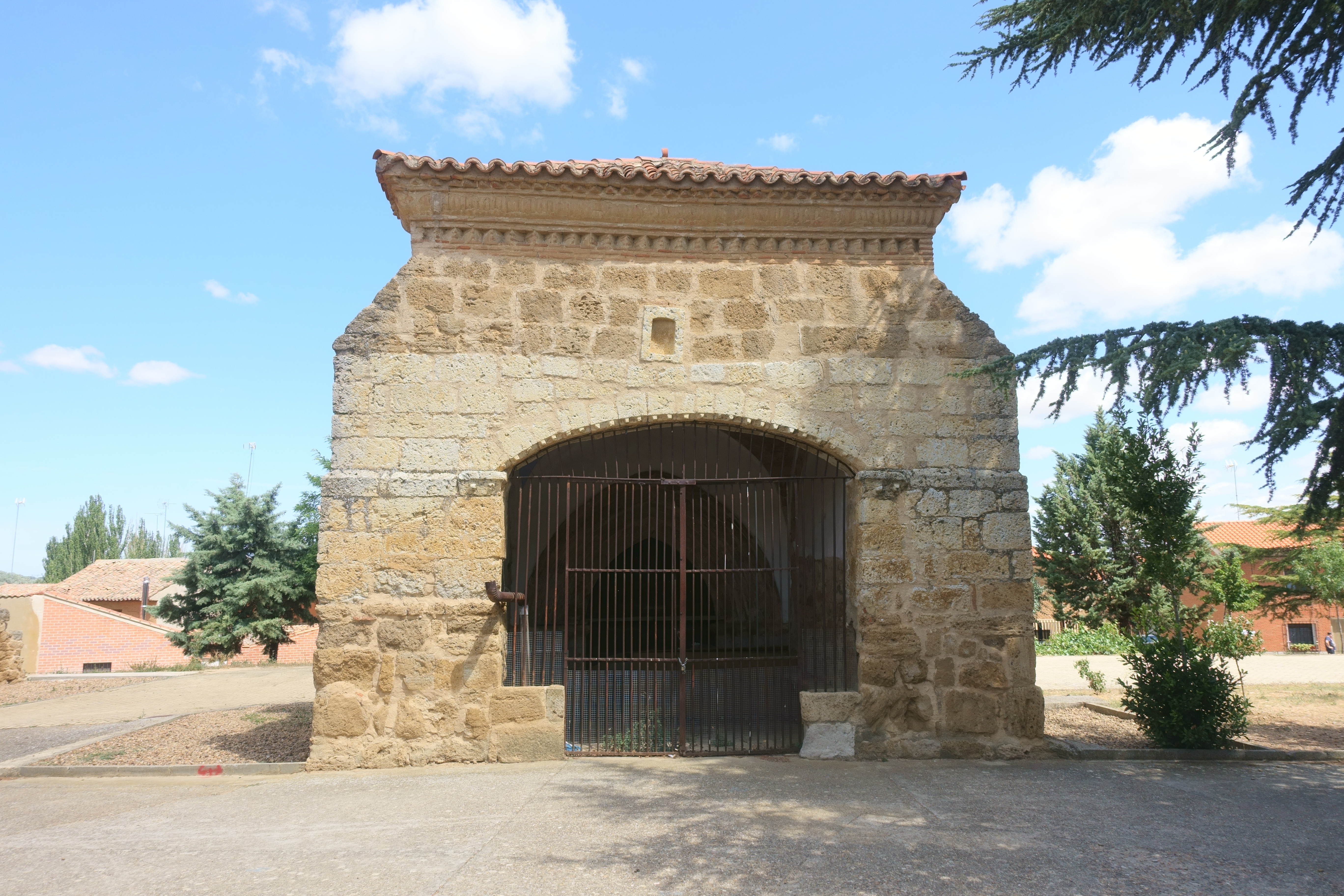
Restos de la iglesia de Santa María de la Sagrada

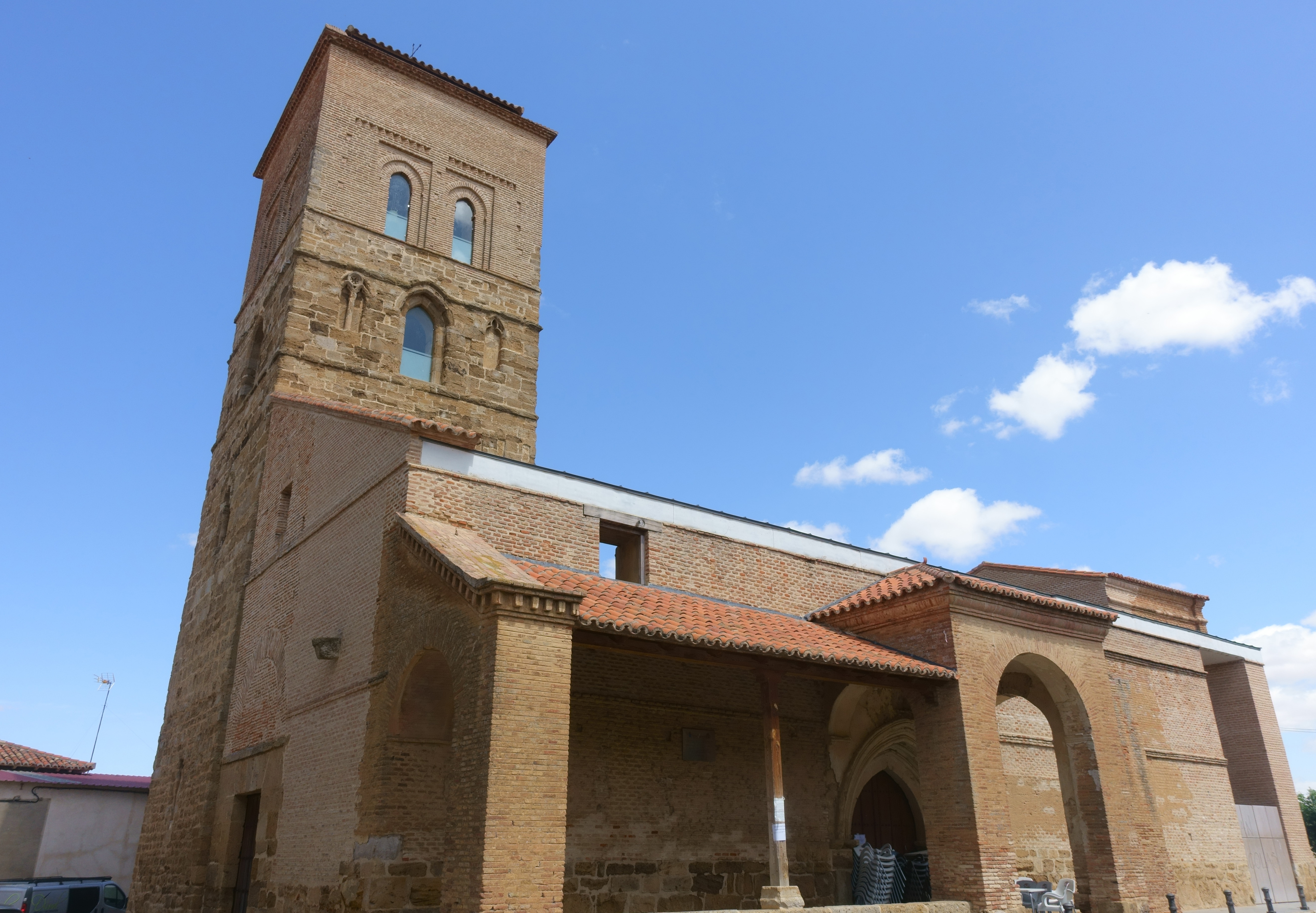
Iglesia de San Nicolás

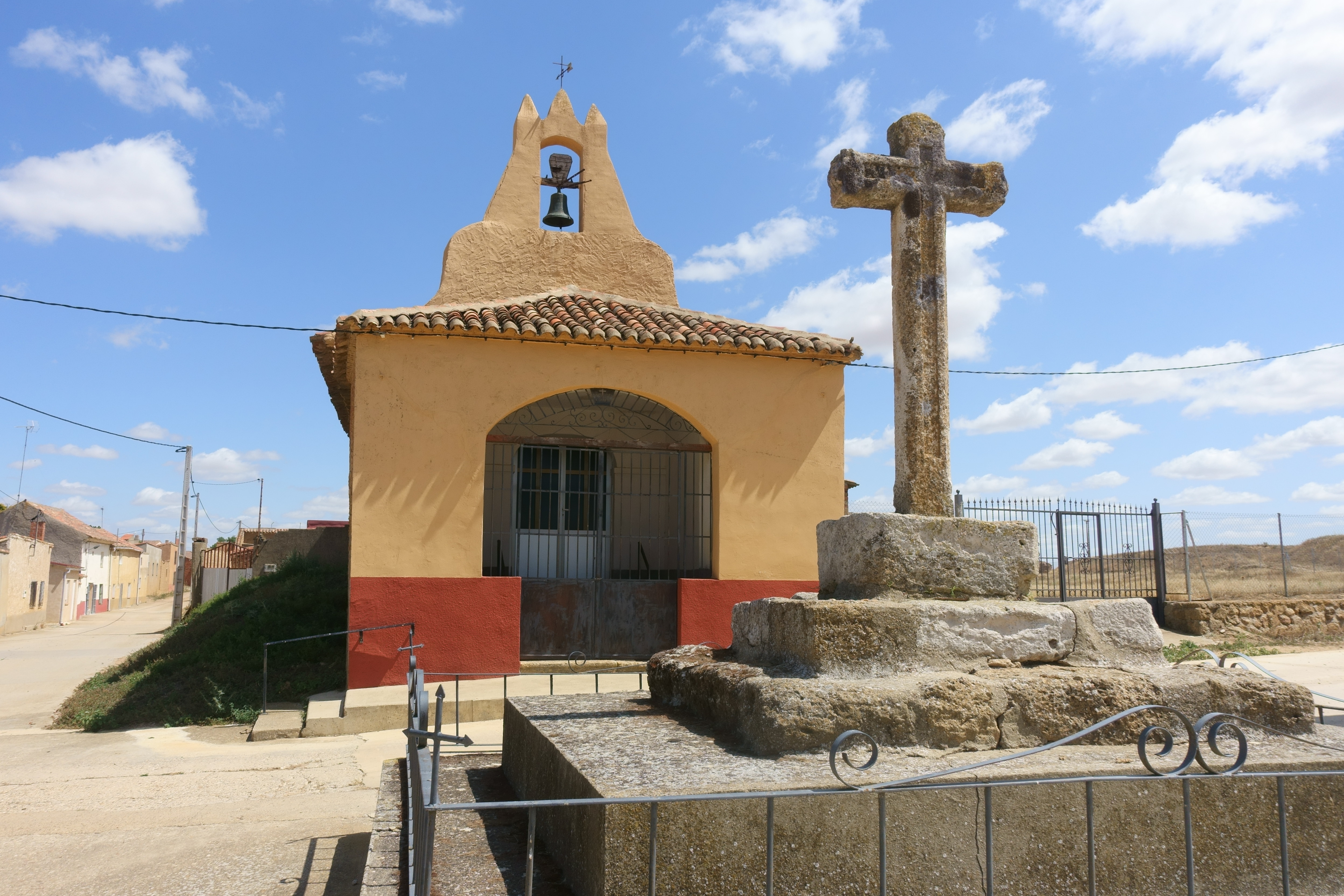
Ermita del Cristo de la Cruz

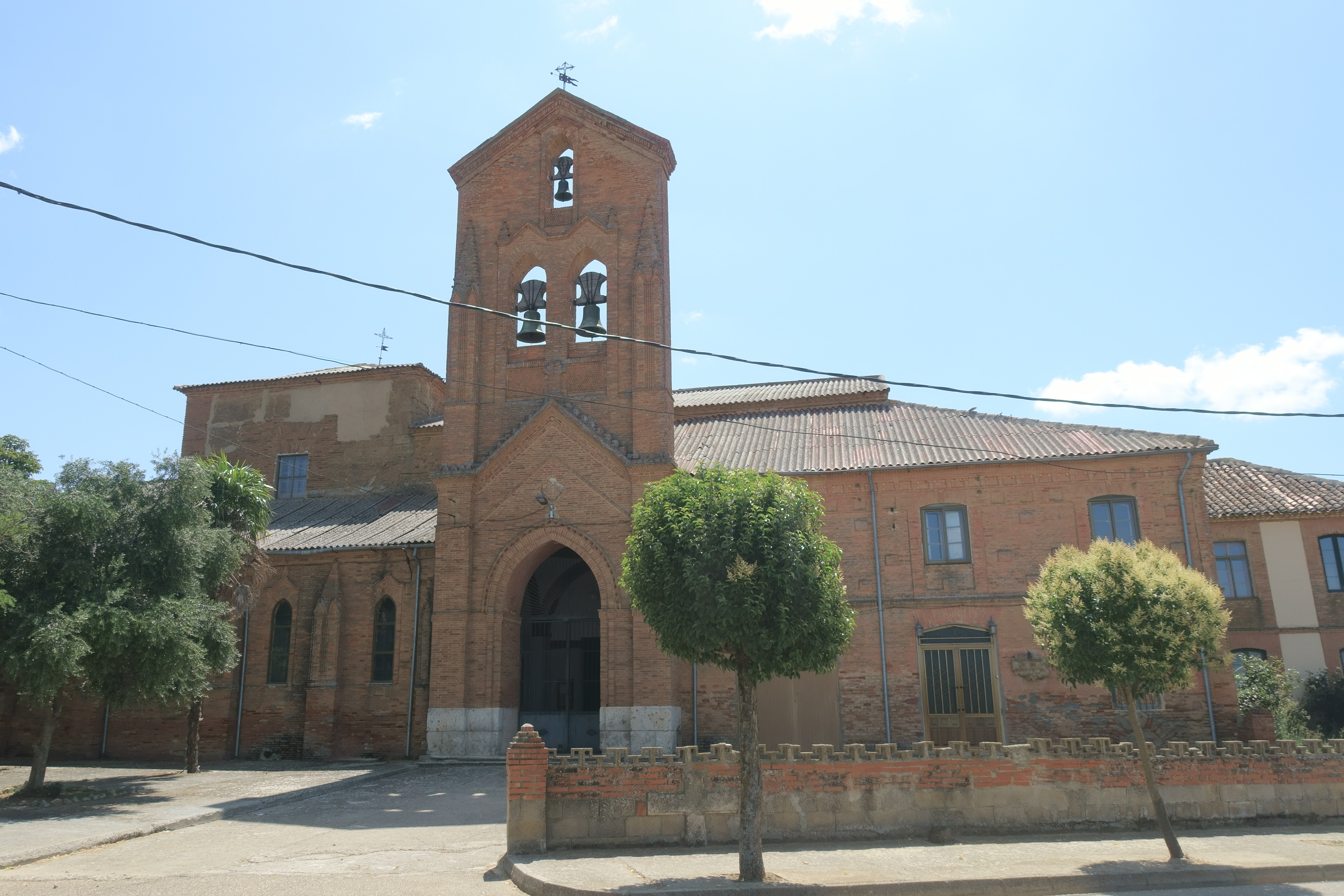
Convento de la Purísima Concepción

- Convento Franciscano y Santuario de la Purísima (siglo XVII). Abierto al culto.
- Iglesia de Santa María del Río (siglo XIII). Abierta al culto.
- Iglesia de San Nicolás (siglo XIII). Ruina Restaurada. Sin culto.
- Iglesia de la Sagrada (siglo XII). Ruinas.
- Iglesia de San Juan (siglo XII). Restos.
- Castillo y Muralla (siglo XII). Restos.
- Puente y calzada (romanos). Restos.
- Arquitectura tradicional terracampina del ladrillo, adobe y tapial: frontón, palomares, bodegas, chozos.
- Conjunto ferroviario (edificio de viajeros, almacén de mercancías y urinario-lampistería) de la línea Medina-Palanquinos de Secundarios de Castilla. (siglo XX) Ruinas.[15]

Además, el municipio cuenta con un Centro de Interpretación de los Palomares con información sobre las construcciones típicas de la zona.

## Fiestas
- Fiesta de Los Mártires, San Fabián y San Sebastián (20 de enero), fiesta de los Patronos.
- Fiesta de La Feria, de la Madera (27 de mayo), en honor a La Purísima.
- Fiesta del Verano (primera semana de agosto), en atención a los veraneantes.
- Fiesta de La Purísima, Inmaculada Concepción (8 de diciembre), fiesta de la Patrona.